# Bataille d'Amiens (1358)
Pour les articles homonymes, voir Bataille d'Amiens.
Guerre de Cent Ans
Batailles
La bataille d'Amiens de 1358 opposa les partisans de Charles le Mauvais, roi de Navarre aux troupes fidèles au dauphin Charles, fils du roi Jean II le Bon prisonnier des Anglais, pendant la Guerre de Cent Ans.

## Contexte historique

### La défaite de Poitiers
La défaite de Poitiers en 1356 avait conduit à la captivité du roi Jean le Bon. Le pouvoir était laissé au fils aîné du roi, âgé de 19 ans, le dauphin Charles (futur Charles V), qui devait défendre une position considérablement affaiblie.

### Les prétentions de Charles le Mauvais
Charles le Mauvais, roi de Navarre était le petit-fils du roi Louis X le Hutin et à ce titre prétendait à la couronne de France dont sa mère avait été spoliée, en vertu de la prétendue Loi salique. Il avait été arrêté sur ordre de Jean le Bon et emprisonné dans le château d'Arleux, près de Cambrai. Après la défaite de Poitiers, Étienne Marcel, prévôt des marchands de Paris et Robert Le Coq, évêque de Laon organisèrent, en sous-main, la libération de Charles de Navarre. Il fut délivré par Jean de Picquigny, gouverneur de l'Artois et arriva à Amiens le 9 novembre 1356. Accueilli favorablement par le maïeur Firmin de Cocquerel et le capitaine de la ville, Jean de Saint-Fuscien, il demeura quinze jours dans la ville. Les échevins d'Amiens lui décernèrent même le titre de « bourgeois d'Amiens », ce qui ne s'était jamais vu pour un prince de sang royal, ils proclamèrent le roi de Navarre, capitaine de la ville et de ses faubourgs. Charles le Mauvais put ensuite regagner Paris et comploter avec le prévôt des marchands, Étienne Marcel.

### Le dauphin redresse la situation
Le dauphin Charles, qui gardait dans Amiens des partisans, se rendit à Corbie situé à une quinzaine de kilomètres à l'est et demanda à s'entretenir avec le maïeur et les échevins d'Amiens. En avril 1358, le maïeur et les notables d'Amiens refusèrent de se rendre à Corbie. On voulut bien recevoir le dauphin à Amiens mais sans escorte, ce qui ne pouvait se faire. Trois mois plus tard, le dauphin se retrouvait maître de Paris après l'élimination d'Étienne Marcel mais sa position restait fragile. Il lui fallait éviter à tout prix que toute la province de Picardie ne basculât dans le camp de Charles le Mauvais. Pour détourner les Amiénois du Navarrais, le dauphin promit, dans la première quinzaine de septembre 1358, aux habitants de la ville, l'oubli du passé.

### La réaction des partisans du Navarrais
Il fallait donc, sans attendre, que les Navarrais passassent à l'action, s'ils voulaient rétablir leur position. Jean de Picquigny, réfugié dans son château de La Hérelle, au sud-est de Breteuil-sur-Noye, décida de s'introduire dans Amiens pour y libérer son épouse emprisonnée par les hommes du dauphin.

## Déroulement de la bataille
Jean de  Picquigny pouvait compter sur trois puissants alliés, le maïeur d'Amiens, le capitaine de la ville et l'abbé du Gard. L'action devait se dérouler avant le 28 octobre, date du renouvellement de l'échevinage.

### Le stratagème
Des hommes d'armes furent introduits clandestinement dans les caves et les greniers de l'hôtel de Nicolas, l'abbé du Gard et des maisons avoisinant la porte de Saint-Firmin. La commune d'Amiens avait engagé, à cette époque, la construction d'un nouveau rempart au sud de la ville. Il y avait donc un espace compris entre deux ceintures fortifiées dans lequel s'étendaient des faubourgs.

### L'attaque
Jean de Picquigny choisit d'attaquer la ville, par la porte de La Hotoie à l'entrée ouest de la nouvelle enceinte. Au petit matin du 16 septembre 1358, avec les sires de Gauville, de Fricamp et de Béthisy, Jean de Picquigny pénétra dans le faubourg à l'extérieur de l'ancienne muraille du XIIe siècle, avec près de 800 hommes d'armes au cri de : « Navarre! Navarre! »
À ces cris, les partisans du dauphin se réveillèrent, s'armèrent et engagèrent la lutte au corps à corps dans les faubourgs. L'alarme fut donnée à l'intérieur de la ville et les hommes d'armes fidèles au dauphin s'élancèrent à leur tour dans la bataille.

### L'échec de Jean de Picquigny
Les Amiénois fidèles au dauphin purent prévenir le connétable Robert de Fiennes et Guy de Châtillon, comte de Saint-Pol qui étaient à Corbie. Ils arrivèrent dans Amiens par la porte Saint-Michel, située à l'est de la ville, avec 400 lances. Jean de Picquigny fut obligé de battre en retraite tout en pillant puis incendiant les faubourgs Saint-Jacques, Saint-Rémi, Saint-Michel ainsi que l'abbaye Saint-Jean.

## Conséquences
L'échec des assaillants évita qu'Amiens ne basculât, à nouveau, dans le camp de Charles le Mauvais, la ville resta fidèle au roi de France.
Le parti du roi de Navarre à Amiens fut anéanti. Le 17 septembre 1358, dix-sept notables furent décapités en place publique, dont le maïeur, Firmin de Coquerel, le capitaine de la ville, Jacques de Saint-Fuscien, l'abbé du Gard, et plusieurs échevins. Plusieurs autres notables furent bannis de la ville selon le chroniqueur Jean Froissart.
Robert de Fiennes et Guy de Châtillon-Saint-Pol purent ensuite participer au siège de Saint-Valery et prendre la ville. 
La position du dauphin se trouva renforcée. Par le Traité de Pontoise de 1359, il se réconciliait avec Charles le Mauvais, les familles des bourgeois d'Amiens suppliciés obtinrent des lettres de rémission et rentrèrent en possession de leurs biens.
Les faubourgs d'Amiens étaient totalement ruiné, leur reconstruction n'était pas terminée soixante ans après.